# Spike Wilner
Michael „Spike“ Wilner (* 1966 in New York City) ist ein US-amerikanischer Jazzmusiker (Piano, Komposition) und Musikproduzent.

## Leben und Wirken
Wilner wuchs in Manhattan auf; sein Vater ist Hämatologe, seine Mutter klinische Sozialarbeiterin. Sein Urururgroßvater war der Rabbiner und Mystiker Moses Sofer; seine Großmutter mütterlicherseits die Malerin Marie Wilner. Als Kind erhielt er Klavierunterricht; er war vom Ragtime beeinflusst, nachdem er ein Dokudrama über das Leben von Scott Joplin gesehen hatte. Mit 14 Jahren trat er mit Joplins „Maple Leaf Rag“ auf dem St. Louis Ragtime Festival auf. Musikunterricht hatte er auf der Highschool; nach dem Schulabschluss studierte er an The New School for Social Research im Programm für Jazz und zeitgenössische Musik unter Leitung von Arnie Lawrence. Unterricht hatte er bei Barry Harris, Jaki Byard, Kenny Werner, Walter Davis junior, Kenny Barron, Mark Thompson, Harry Whitaker, Fred Hersch, Johnny O’Neal und Terry Waldo; auch hatte er Gelegenheit, mit Ornette Coleman zu spielen. 2007 erwarb er den Master in Piano Performance an der State University of New York in Purchase.
Während des Studiums begann Wilner in verschiedenen Bands in New York City zu spielen und trat in Jazzclubs wie The Village Gate, The Angry Squire, Visiones, Augies, The West End Gate und The Village Corner auf, seit 1994 regelmäßig im Smalls im Greenwich Village, dem er inzwischen auch als Geschäftsführer und Miteigentümer verbunden ist. Außerdem tourte er mit der Artie Shaw Big Band, dem Glenn Miller Orchestra (Ghost Bands) und bei Maynard Ferguson. Unter eigenem Namen legte Wilner eine Reihe von Alben vor wie A Blues of Many Colors (Fresh Sound New Talent), Planet Jazz (Sharp Nine) und Three to Go (PosiTone). Daneben veröffentlichte er Transkriptionen der Musik von Willie The Lion Smith (The Lion of the Piano). Seit 2010 ist er zudem Produzent des clubeigenen Labels SmallsLIVE, auf dem Mitschnitte von Liveauftritten erschienen, darunter seine eigene Produktion Spike Wilner, Solo Piano: Live at Smalls. Im Bereich des Jazz war er zwischen 1998 und 2016 an 20 Aufnahmesessions beteiligt, u. a. mit Dave Liebman & The Manhattan School of Music Jazz Orchestra und mit Cyrille Aimée.

## Diskographische Hinweise
- Portraits (NRG, 1998), mit Joe Magnarelli, Grant Stewart, Peter Bernstein, Kenji Rabson, Brian Floody
- Late Night: Live at Small's (Fresh Sound, 2003), mit Ian Hendrickson-Smith, Yves Broqui, Paul Gill, Joe Strasser
- Three to Go (PosiTone, 2007), mit Ryan Kisor, Joel Frahm, Ugonna Okegwo, Montez Coleman
- La Tendresse (PosiTone, 2011), mit Dezron Douglas, Joey Saylor
- Live at Smalls (SmallsLIVE, 2014), mit Yotam Silberstein, Paul Gill
- Odalisque (Cellar Live, 2016), mit Tyler Mitchell, Anthony Pinciotti
- Aliens & Wizards (2021), mit Tyler Mitchell, Anthony
- Contrafactus (2024), mit  Paul Gill,  Anthony Pinciotti
- Spike Wilner Trio Contrafactus: The Children & The Warlock (2025)